# Sic Ulo (Monarquia Lusitana)
Sic Ulo ou Siculo é uma figura lendária, que sucedeu a seu pai Luso no reinado ibérico, fazendo parte da lista de reis mencionados por vários autores portugueses e espanhóis, entre os Séc. XVI e XVIII, por exemplo, Florián de Ocampo, Bernardo de Brito, ou ainda o flamengo João Vaseu e o italiano João Ânio de Viterbo.
O nome Siculo foi associado à Sicília, por supostamente ter falecido nessa ilha.

## Monarchia Lusytana (de Bernardo Brito)
Bernardo de Brito refere na Monarchia Lusytana que Sic Ulo terá partido para guerras em Itália contra os Lestrigões e terá falecido na Sicília sem descendente nomeado para a sucessão. À excepção da Lusitânia, assume o poder Testa, mas segundo Brito a sucessão na parte lusitana só será com Baco, tendo os povos lusitanos resistido sem rei até esse período.
É mencionado na Monarchia Lusytana no Capítulo 16:

De como Sic Ulo começou a governar o reino de Lusitania, e das coisas que lhe sucederam, durando seu Império, dentro e fora de Espanha.